# Megacyllene spinifera
Megacyllene spinifera är en skalbaggsart som först beskrevs av Newman 1840.  Megacyllene spinifera ingår i släktet Megacyllene och familjen långhorningar.
Artens utbredningsområde är:
- Paraguay.
- Uruguay.

Inga underarter finns listade i Catalogue of Life.